# Estela de Nebsumenu
La Estela de Nebsumenu también conocida como Estela de Seankhiptah, se trata de una obra egipcia donde en su texto se narra una reclasificación de terrenos propiedad de Nebsumenu que pasan de ser «tierra arable» a ser distritos. La pieza se conserva en el Museo Nacional Arqueológico de Madrid con el número de inventario 1999/99/4.

## Historia
En esta estela aparece nombrado el rey Seankhiptah soberano de reinado efímero y que vivió durante la segunda mitad de la Dinastía XIII o quizás ya en la Dinastía XIV, por lo tanto esta obra es un documento histórico y hasta el momento único en el que aparece dicho rey.

## Descripción

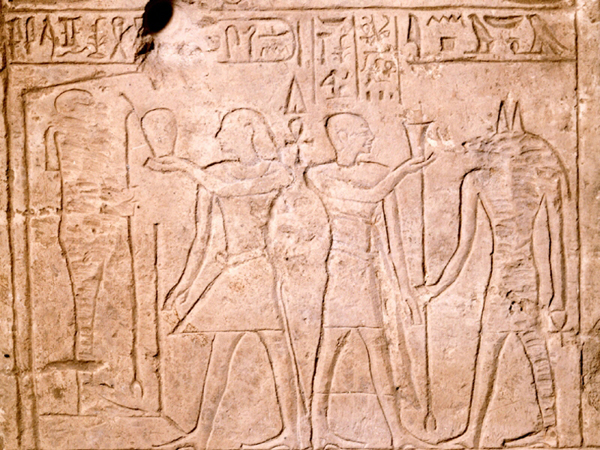
Detalle de la estela.

En la estela se aprecian dos personajes espalda contra espalda que ofrecen vasos a unas divinidades que se encuentran muy deterioradas. En la parte izquierda se puede ver al rey Seankhiptah, -de ahí el nombre por el que también es conocida la estela-, vestido con faldellín triangular y acercando un vaso al dios Ptah situado en su capilla y con su iconografía tradicional llevando el cetro uas. El texto jeroglífico explica que el «soberano es el amado del dios Ptah». Sobre el rey y tras él, el texto dice: «El buen dios Sehekaen[ra] , al que le ha sido dada la vida eterna». En la parte derecha el funcionario Nebsumeno (que ha dado el nombre más conocido a la estela), ofrece un vaso cilíndrico a Anubis, el cual tiene en las manos el cetro uas y el signo de la vida, sobre suyo hay un título no habitual Ryhot en vez de Anubis, señor de los embalsamadores. Sobre Nebsumenu también se encuentran sus títulos y su nombre canciller del Bajo Egipto y supervisor de los selladores.
La parte inferior de la pieza tiene un texto en jeroglífico de cuatro líneas, el rey habla en primera persona:  «Año I, bajo mi (sic) majestad, el rey del Alto y del Bajo Egipto, Sehekaenra, hijo de Ra, Seankhiptah, al que se le ha sido dada la vida eterna. Las tierras arable del Canciller del Bajo Egipto y Supervisor de los selladores, Nebsumenu, pasan a ser los distritos del sur y el este. La tierra de [...] meridional, el canal y junto con esta (tierra).Además de los distritos de tierra baldía [...] el canal, al este la tierra de Hemu, y al oeste [...] »